# Перголе (Гросето)
Перголе (итал. Pergole) је насеље у Италији у округу Гросето, региону Тоскана.
Према процени из 2011. у насељу је живело 35 становника. Насеље се налази на надморској висини од 583 м.